# Feáns (La Coruña)
Feáns es una localidad situada en la parroquia de Elviña, del municipio de La Coruña, en la provincia de La Coruña, España.

## Localización
Se sitúa al S de Mesoiro.

## Geografía
El pequeño monte de O Castelo, se sitúa al O del pueblo, y desde su cima, se avista todo el valle de Mesoiro; y en el barrio de Cesuga, al E del pueblo, la ciudad de La Coruña. 

## Demografía
| Gráfica de evolución demográfica de Feáns entre 2000 y 2018 |
|                                                             |
| Población de derecho según el padrón municipal del INE      |

## Economía
Antiguamente los feanenses vivían del campo y de los productos que les proporcionaban sus animales, las feanensas en su gran mayoría se dedicaban a lavar la ropa, conocidas como "Lavandeiras" a la gente de La Coruña, por lo que existían en el pueblo gran cantidad de "lavadeiros de roupa" (lavaderos para la ropa) que poco a poco han ido desapareciendo al ritmo que se iban implantando las máquinas lavadoras. El más destacable era el que existía a la entrada del pueblo, de gran tamaño y realizado en hormigón, donde actualmente existe un pequeño parque y un monumento dedicado a esta desaparecida profesión. En el cruce de las calles Correlo y Fuente existe un remodelado (en el año 2000) lavadero rústico de notable calidad que sirve para reflejar lo que fue para este barrio la profesión de lavandeira. Hoy en día la mayor parte de la gente del pueblo vive de lo que el resto de la ciudad, del sector servicios.
Actualmente, su economía se basa en la hostelería. En la ladera O de O Castelo, se sitúa unos almacenes dedicado a la conservación en frío de varios productos del mar; como el pescado y el marisco.

## Educación
Dispone de dos colegios, uno público, el Manuel Murguía y otro privado, el Colegio Mixto Obradoiro. El primero de ellos es pequeño, pero bien aprovechado ya que cuenta con una pista de fútbol sala no cubierta con sus respectivas gradas y un pequeño pabellón. Sufrió una gran remodelación a principios de los 80, antes era un viejo edificio destartalado. Se enseña educación primaria y educación infantil.
En cuanto al Colegio Mixto Obradoiro es todo lo contrario, se trata de uno de los colegios más elitistas y grandes de la provincia, con un gran equipamiento deportivo que va desde piscina, varias pistas de fútbol sala y baloncesto, un gran pabellón cubierto, un campo de fútbol, etc. Tiene gran reputación académica y en el mismo se enseña desde educación infantil hasta universitaria. 

## Patrimonio
Algunos edificios aún conserva algún hórreo, estructura tradicional del noroeste de la Península, pero, en general, se encuentran en muy malas condiciones.

## Equipamiento
En esta localidad destacan el número de viviendas unifamiliares (más de 200) dividido en tres grandes zonas, Obradoiro, Breogan y Feans pueblo. Se trata en su mayoría de un área residencial con marcado carácter rural. Sin embargo, en los últimos años, se han venido construyendo una gran cantidad de casas dando un aire mucho más urbanista y desarrollado. Las antiguas casas, en condiciones lamentables muchas de ellas, se están sustituyendo por nuevos inmuebles de mayor calidad o renovando completamente.

### Centro Cívico
A finales de 2007, el Ayuntamiento ha inaugurado un Centro Cívico en dicho barrio para el uso y disfrute de sus habitantes. Ocupa una parcela de 2900 m² y con 200 m² construidos.

### Cementerio de Santa Cecilia
Feáns es una zona de La Coruña bastante transitada debido a su cementerio. El Cementerio de Santa Cecilia es actualmente el cementerio más grande e importante de la ciudad que se encuentra aproximadamente a unos 8 km del centro de la ciudad y dispone de las líneas de bus 23 y 23A que lo conectan con el centro de la ciudad. Está realizado en granito de plataforma rectangular. Dispone de una zona de cremación inaugurada a finales de los años 90. Está prevista una ampliación del mismo con un presupuesto de 200.000€ con la que podrá dar cabida a 348 nichos más.

## Deportes

### Feáns Pádel Club
En los últimos años en Coruña ha habido un auge muy importante del pádel; el barrio coruñés de Feáns se ha hecho más conocido aún porque allí se encuentra una de las mejores instalaciones de toda Galicia,se trata del Feans Padel Club,un club que cuenta con 4 pistas de muro , 3 de cristal y una exterior, en las que los amantes de este deporte pueden alquilar las pistas en un amplio horario, también cuenta con La Escuela de Padel  dirigida por los dos mejores jugadores de Galicia: Borja Iribarren e Ignacio Otero (Pio) que se encargan de organizar los cursos y las clases de pádel.

### Rutas ciclistas
Desde el pueblo, sale dos rutas de bicicleta de montaña. Una de ellas, incluyendo La Coruña, también pasa por los municipios de Arteijo y Culleredo, donde uno de los tramos más destacable se encuentra en la parroquia de Moras, donde este tramo pasa por un túnel bajo la autopista 7, hecho para dejar pasar el rego dos Camares, por obligación, los ciclistas de montaña deberán ir por el lecho del arroyo para atravesar el túnel. Es una ruta dificultosa ya que hay fuertes y duras bajadas.
La otra es más sencilla, y es un recorrido que va desde Feáns hasta San Vicente de Elviña, donde uno de los tramos, es donde bordea el castro de Elviña